# Sobralia galeottiana
Sobralia galeottiana är en orkidéart som beskrevs av Achille Richard. Sobralia galeottiana ingår i släktet Sobralia och familjen orkidéer. Inga underarter finns listade i Catalogue of Life.